# Aenigmatanthera
Aenigmatanthera är ett släkte av tvåhjärtbladiga växter. Aenigmatanthera ingår i familjen Malpighiaceae.
Kladogram enligt Catalogue of Life:
| Aenigmatanthera | \| \| Aenigmatanthera doniana \| \| \| \| \| \| Aenigmatanthera lasiandra \| \| \| \| |
|                 | \| \| Aenigmatanthera doniana \| \| \| \| \| \| Aenigmatanthera lasiandra \| \| \| \| |
|                 | Aenigmatanthera doniana                                                               |
|                 |                                                                                       |
|                 | Aenigmatanthera lasiandra                                                             |
|                 |                                                                                       |